# Livingston (Skotsko)
Město Livingston leží v centrálním pásu Skotska, 25 kilometrů západně od Edinburghu a zároveň asi 50 kilometrů východně od Glasgow. Město, ač jedno z nových ve Skotsku, nenese název po skotském objeviteli Davidu Livingstonovi, jak se někde mylně uvádí, ale po původní vesnici, jež nesla název Levingstoun. Město začalo vznikat po roce 1946, kdy byl vydán akt pro výstavbu nových satelitních měst, kvůli přelidnění města Glasgow. V tomto městě se narodil známý šipkař Peter Wright.